# Jabberwocky (1977.)
Jabberwocky je komedija redatelja Terryja Gilliama iz 1977. godine.  
Radnja je smještena u srednji vijek, a prati doživljaje Dennisa Coopera (Michael Palin), ambicioznog ali naivnog mladića, kojeg se otac, obrtnik, odrekne na samrti jer zbog poslovnog gledanja na stvari ne zna cijeniti njegovo bačvarsko umijeće.  Dennis se zatim uputi u grad kako bi tamo potražio uspjeh i pokušao osvojiti Griseldu, neuglednu djevojku kojoj nimalo nije stalo do njega.  U gradu, međutim, vlada nered jer zemlju terorizira nepoznata zvijer.
Jabberwocky je prvi samostalni film Terryja Gilliama (prije toga je zajedno s Terryjem Jonesom režirao Monty Python i Sveti Gral).  Publika i kritičari nisu ga dobro primili, iako mu je s vremenom nešto porasla popularnost;  već u njemu stvoren je prepoznatljivi Gilliamov vizualni stil i mračni smisao za humor.  Glavne teme filma su bijeda srednjovjekovnog života, apsurdna neučinkovitost cehovskog sustava i birokracije, licemjerje Crkve i aristokracije, klasne razlike i subjektivnost sreće.  Slične teme prisutne su i u kasnijim Gilliamovim filmovima, a neke se pojavljuju i u Svetom Gralu (odakle je recikliran dio kostima i opreme).  Od članova Monty Pythona, u filmu uz Palina glumi i Jones dok je John Cleese odbio ulogu; sam Gilliam se također pojavljuje kao sakupljač dijamanata.

Film je naslovljen po pjesmi Lewisa Carolla iz knjige Alisa s one strane ogledala (poveznica na originalni tekst pjesme i prijevode ).